# 1994년 동계 올림픽 우크라이나 선수단
1994년 동계 올림픽 우크라이나 선수단은 노르웨이 릴레함메르에서 열린 1994년 동계 올림픽에 참가한 우크라이나 선수단이다. 이전에 우크라이나 운동 선수는 1992년 동계 올림픽에서 연합팀으로 참가했다.

## 메달리스트
| 메달   | 이름            | 종목          | 세부종목            |
| ------ | --------------- | ------------- | ------------------- |
| 금메달 | 옥사나 바율     | 피겨 스케이팅 | 여자 싱글           |
| 동메달 | 발렌티나 네시나 | 바이애슬론    | 여자 7.5km 스프린트 |